# ایرج ملکی
ایرج ملکی (زاده ۲۶ فروردین ۱۳۵۲) در کرمانشاه، کارگردان و بازیگر اهل ایران است. او دارای فوق لیسانس علوم ارتباطات اجتماعی و مهندسی کامپیوتر است. او همچنین کارمند دولت در وزارت نیرو است. ایرج ملکی در حال حاضر کارشناس نیروگاه برق شهر بیستون کرمانشاه است. وی در چند برنامه تلویزیونی و همچنین مسابقه جوکر حضور یافته است.
ملکی با ساختن فیلم‌های کوتاه هشدار دهنده دربارهٔ آسیب‌های اجتماعی با موضوعات مختلف به شهرت رسید. بعد از گسترش پیام رسان‌ها و شبکه‌های اجتماعی، این فیلم‌ها در میان کاربران پخش شد و اصطلاحاً تبدیل به سوژه طنز فضای مجازی شد. یکی از مشهورترین دیالوگ‌هایی که مورد توجه کاربران قرار گرفت، دیالوگ «چِطو به تو گیر نَدادَن؟» بود.

## کاندیداتوری انتخابات مجلس
ملکی در سال ۱۴۰۲ کاندید انتخابات مجلس شورای اسلامی از شهر کرمانشاه شد.این کاندیداتوری واکنش‌های فراوانی در پی داشت.او در مصاحبه ای اعلام کرد: برخی‌ها می‌گویند که مجلس جای یک طنزپرداز نیست درحالی‌که بنده فقط یک طنزپرداز نیستم بلکه فعال فرهنگی، اجتماعی و سیاسی هم هستم و در کنار مردم و میان آن‌ها هستم و مشکلات، دغدغه‌ها و مطالبات آن‌ها را به خوبی می‌شناسم و در آثاری هم که در قالب فیلم کوتاه تولید کرده‌ام به این دغدغه‌ها پرداخته‌ام از این رو ویژگی‌های یک نماینده مجلس را در خود می‌بینم که کاندید شده‌ام.او در گفت‌وگویی بعد از تأیید صلاحیتش برای کاندیداتوری مجلس گفت: شاید روزی رئیس‌جمهور هم شدم.ایرج ملکی در تبلیغات خود گفت: اگر به مجلس بروم، ازدواج می‌کنم. خیلی از احزاب و اشخاص پیشنهاد دادند با آنها ائتلاف کنم، قبول نکردم
در نهایت ایرج ملکی با شکست در انتخابات از راهیابی به مجلس بازماند.